# سید هاشم رسولی محلاتی
سید هاشم رسولی محلاتی (متولد ۸ اسفند ۱۳۰۸ – درگذشته ۱۹ دی ۱۳۹۸) روحانی شیعه ایرانی بود. او قبل از مرگ مسئول وجوهات و مسائل شرعی دفتر رهبری بود. او از سال ۱۳۷۱ تا ۱۳۷۹ نخستین رئیس شورای سیاستگذاری ائمه جمعه بود. رسولی نمایندگی استان تهران را در دومین دوره مجلس خبرگان رهبری بر عهده داشت.
رسولی محلاتی در محلات متولد شد. رسولی محلاتی تحصیلات خود را در حوزهٔ علمیهٔ قم نزد کسانی چون پدرش، سیدرحمان محلاتی و مرتضی مطهری، اسداالله اصفهانی، حسینعلی منتظری، محمدصدوقی، مجاهد تبریزی، سید محمدرضاگلپایگانی، سید روح‌الله خمینی و سید حسین طباطبایی بروجردی انجام داد. محمد فاضل لنکرانی، ابوالقاسم خزعلی و محمد محمدی گیلانی و سید مصطفی خمینی و فضل‌الله محلاتی هم مباحثه‌های او بودند. او پیش از انقلاب امامت جماعت امامزاده قاسم و تدریس در مدرسه چیذر را بر عهده داشت. وی در سال ۱۳۴۰ از طرف خمینی مجاز به دریافت وجوه شرعی و تصدی در امور حسبیه شد. پس از انقلاب اسلامی ایران او به بیت خمینی پیوست و مسئول نگارش نامه‌ها، پیام‌ها و نیز جواب نامه‌های او بود. از سال ۱۳۶۰، نمایندهٔ ولی‌فقیه در بنیاد مسکن انقلاب اسلامی شد. او در دانشگاه‌های امام صادق و دانشکدهٔ الهیات دانشگاه تهران کرسی تاریخ اسلام را برعهده داشته‌است.
وی در ۱۹ دی ۱۳۹۸ در سن ۸۹ سالگی در تهران درگذشت.

## زندگی شخصی
رسولی محلاتی برادرزن صادق خلخالی بود. جواد رسولی فرزند رسولی محلاتی، پیشتر سفیر ایران در عربستان سعودی و همچنین سفیر ایران در بلغارستان  بوده است. رسولی پدر زن علی اکبر ناطق نوری، محمد حسن قرهی، سید محمدعلی شهیدی محلاتی و عباس آخوندی بود.

## آثار
- تاریخ اسلام جلد اول از پیدایش عرب تا پایان خلافت عثمان. دفتر نشر فرهنگ اسلامی. ۱۳۷۹. صص. ۱۰۴. شابک ۹۶۴-۴۳۰-۲۰۰-۱.
- کیفر گناه و آثار و عواقب خطرناک آن، دفتر نشر فرهنگ اسلامی
- قصص قرآن یا تاریخ انبیا، دفتر نشر فرهنگ اسلامی
- درس‌هایی از تاریخ تحلیلی اسلام، وزارت فرهنگ و ارشاد اسلامی
- راهنمای بهشت یا بهشتیان از دیدگاه قرآن و حدیث، دفتر نشر فرهنگ اسلامی
- جنبه‌های اخلاقی و سیره عملی امام رضا چاپ دانشگاه مشهد
- شرح تألیفات شیخ طوسی و شروح آن‌ها چاپ دانشگاه مشهد.[۱۷]